# Anna Christie (1930)
Anna Christie é um filme norte-americano de 1930, dirigido por Clarence Brown e protagonizado por Greta Garbo.

## Sinopse
Quinze anos após ter mandado a sua filha Anna viver com os seus parentes em St. Paul, o velho marinheiro Chris Christofferson anseia o regressa da jovem, agora já adulta. As expectativas que tinha sobre a filha acabam por se gorar quando constata que Anna passou afinal por uma vida cheia de dificuldades, na qual se teve, inclusivamente, que prostituir. Uma noite, junto à costa onde vivem, um navio naufraga. Chris, ajudado por Anna, consegue salvar três jovens marinheiros. Anna apaixona-se por um deles, Matt, contra a vontade do pai…

## Elenco
- Greta Garbo......Anna Christie
- Charles Bickford …Matt
- George F. Marion …Chris Christofferson
- Marie Dressler....Marthy Owens
- James T. Mack....Johnny
- Lee Phelps.....Larry

## Prémios e nomeações
- Nomeado para o Oscar de Melhor Atriz de 1930 (Greta Garbo)
- Nomeado para o Oscar de Melhor Cinematografia de 1930 (William Daniels)
- Nomeado para o Oscar de Melhor Realizador de 1930 (Clarence Brown)